# ستاين ستاينين
ستاين ستاينين (7 أبريل 1981 بهاسلت في بلجيكا - ) هو لاعب كرة قدم بلجيكي في مركز حراسة المرمى. شارك مع منتخب بلجيكا لكرة القدم. أما مع النوادي، فقد لعب مع بيرسخوت إيه سي ونادي كلوب بروج وهاسيلت.

## وصلات خارجية
- ستاين ستاينين على موقع الاتحاد الدولي (مؤرشف)  (الإنجليزية)
- ستاين ستاينين على موقع الاتحاد البلجيكي (الإنجليزية)
- ستاين ستاينين على موقع قاعدة بيانات كرة القدم.إي يو (الإنجليزية)
- ستاين ستاينين على موقع ناشيونال فوتبول تيمز (الإنجليزية)
- ستاين ستاينين على موقع عالم كرة القدم.نت (الإنجليزية)